# Probolosternus dudleyi
Probolosternus dudleyi är en skalbaggsart som beskrevs av Yves Gomy 1999. Probolosternus dudleyi ingår i släktet Probolosternus och familjen stumpbaggar. Inga underarter finns listade i Catalogue of Life.